# Luís Gomes
Luís Gomes is een gemeente in de Braziliaanse deelstaat Rio Grande do Norte. De gemeente telt 10.144 inwoners (schatting 2009).
De gemeente grenst aan Coronel João Pessoa, Venha-Ver, Paraná, Major Sales, José da Penha, Riacho de Santana, Uiraúna en Poço Dantas.